# Varga László (építészmérnök)
Varga László, dr. (1956. július 9. –) magyar okleveles építészmérnök. 

## Életpályája
Gimnáziumi tanulmányok befejezése után a Budapesti Műszaki és Gazdaságtudományi Egyetem Építőmérnöki Karán szerzett diplomát 1982-ben. Budapest Közgazdasági Egyetem alapvető közgazdaságtan Mérnök közgazdász. 1986. Budapest Közgazdasági Egyetem külkereskedelem, gazdaságtan. Egyetemi doktorátus. 1988. MBA Buchinghamshire University Business School nemzetközi üzleti gazdaságtan Diploma in Management Studies. 2001. Igazságügyi szakértő – 1991. Felelős műszaki vezető – 2006. Építési műszaki ellenőr – 2007.

## Munkássága
1. 
Középület építés - Public Buildings 
– Astra-Zeneca Központi épület Budaörs 
– Külügyminisztériumi épület 
– Pécs Hullámfürdő 
– Szépművészeti Múzeum Könyvtár 
– Bellevue Plaza szerkezetépítés rehabilitáció 
– Tiszaújváros sports center, swimming pool 
– Millenáris Kulturális Központ Budapest 
– Ó utcai parkolóház Budapest 
2. 
Ipari, mezőgazdasági beruházások - Industrial - Agricultural Projects 
– Törökszentmiklós 288 t/nap kapacitású malom és siló együttes generál kivitelezése 
– Dunaújváros Malátagyár 
– Szárazhabarcs üzem DDCM 
3. 
Új silók építése, régi silók rehabilitációja - Constructions of new silos - rehabilitation of old silos 
– Jordánia gabonasiló 
– Mátrai erőmű mészkőpor siló 
– Oroszlány Vértesi erőmű füstgázkéntelenítő építése 
Régi silók rehabilitációja
– Csorna 
– Szekszárd 
– Dombóvár 
– Kiskunhalas 
– Miskolc 
4. 
Környezetvédelmi beruházások - Environmental projects 
– Szennyvíztisztító telepek 
– Dunaharaszti 
– Mosonmagyaróvár 
– Gyula 
– Kiskunmajsa 
– Öttevény 
– Szécsény 
Biogáz létesítmények 
– Bad Liebenwerda 
5. 
Hagyományos csúszózsalus tevékenység 
– Mátrai Erőmű lépcsőház 
– Ózd Acélmű újjáépítés 
Hídpillérek 
– Kőröshegyi Völgyhíd 

Víztorony építés 
– Győrszabadhegy 
– Budafoki 300 m3-es víztorony 
6. 
Speciális csúszózsalus építmények - Special Constructions Abroad 
– Okinava, Japan 200 m magas kémények csúszózsalus kivitelezése 
– Ausztrális, 250 m magas kémény 
– Irán 4 db hűtőtorony kivitelezés 1995-1998-ig 
– Dubai, Szórótorony 
– Szingapúr kikötői vasbeton keszon elemek 
– Egyiptom, Al Arish 80 m magas kémények 
– Feszített vasbeton tartály szerkezet 
7. 
Lakóépületek - Condominium 
– Kaposvár OTP lakóházak 
– Tusnád utcai lakópark Budapest 
– Regensburg többszintes lakóépület együttes
Speciális nemzetközi tevékenységek
1995:        ORFK-lépcsőházak 63m,45m
                Szondi utca-Szépművészeti Múzeum, könyvtár-lépcsőház 26 m
1996:        Páva utca-lépcsőház 25 m
                Kismaros-templomtorony 20 m
               Futó utca-lépcsőház 25 m
                Sirok-szennyvíztelep,medencék 6 m
               Kadafalva-lépcsőházak 4 db 14 m
               Törökszentmiklós-malom 42 m
1997:        Veszprém-színház,tornyok 2 db 15 m
               Litér-kármentőtartályok 2db
                Dunakeszi-lépcsőház 20 m
                Műszaki Egyetem-torony 15 m
1998:        Sopron Pláza-lépcsőház 26 m
                Szép utca-lépcsőház
                Szép utca-klímatorony 50 m
                Pécel-szennyvízmedence 6 m
                Ózd-miniacélmű 2x160 m hosszú, 18m magas
1999:        Visonta-mészkősiló 46 m
                Románia,Kolozsvár-kármentőtartály 10 m
                Románia,Petrozsény-medence 6 m
                Szeged Pláza-lépcsőházak 2db 15 m
                MOM Park-lépcsőházak 3db 45 m
2000:        Tatabánya-lépcsőház
                Vác,Tungsram-lépcsőház 15 m
                Mester utca,Praktiker- parkoló-feljárótorony 2db 20 m
                Kálvin tér-lépcsőház 40 m
                Újpest,erőmű-lépcsőház,fal 20 m
                Szövetség utca-lépcsőházak 2db 40 m
                Liliom utca-lépcsőház 20 m
                Litke-szennyvízmedence 6 m
2001:        Építész utca-lépcsőház 15 m
                Szolnok Pláza-lépcsőházak 3db 20 m
2002:        Csepel,papírgyár-siló 20 m
                Izsák-szennyvízmedencék 6 m
                KIKA-lépcsőházak 20 m
2003:        Győr-víztorony 40 m
                Oroszlány,hőerőmű-mészkősiló feszítve 40 m
                Hajdúnánás-medencék 5db 6 m
2004:        Rákoscsaba,szemétégető-2 lift 45m, 2 lépcsőház 25 m
2005:        Qatar -kazántorony 114 m
2006:        Franciaország,Chalon sur Saone -gabonasiló
2007:        Franciaország,St Pierre la Cure -cementsiló 60 m
                Airvault -cementsiló
                Románia,Vinga -malom
                Sopron,szennyvíztelep-lépcsőház 20 m
2008-2009: Franciaország,Chalon sur Saone -gabonasiló
2009:        Franciaország, Sete - gabonasiló
2010:        Tiszapalkonya - malom
                Reunion-gabonasiló
2011:        Banglades -gabonasiló
2012:        Gyermely-malom
                Franciaország,La Rochelle-cementsiló 66 m
                 Tokaj-kilátótorony
2013:        Marokkó,Tangier-coason
                Németország,Bad Liebenwerda-biogaslagen
                Gyermely-malom
                Szenegál-Minaret
2014:        Szécsény-szennyvíztisztító
                Yamal, Sabeta-gáztartály 2 darab

## Tudományos fokozata
Közgazdaságtudományi Egyetem PhD. 1988